# Charallave
Charallave – miasto w Wenezueli, w stanie Miranda; 136 tys. mieszkańców (2006).